# 阿努拉德普勒
阿努拉德普勒（僧伽罗语：අනුරාධපුරය ，泰米爾文：அனுராதபுரம்），又譯為阿努拉達普拉，阿㝹羅陀補羅（「㝹」），阿㝹羅陀城，是阿努拉德普勒區的首府，為斯里蘭卡的傳統首都，它以保存了許多古代斯里蘭卡文化及古蹟而聞名於世。
它從公元前437年開始，一直到公元1017年，都是斯里蘭卡的首都。它的古城被指定為聯合國世界遺產。该地知名建筑有阿努拉德普勒大寺和无畏山寺。